# Герб Великовисочного сельсовета
Герб муниципального образования «Великови́сочный сельсовет» Заполярного муниципального района Ненецкого автономного округа Российской Федерации — опознавательно-правовой знак, служащий официальным символом муниципального образования.
Герб утверждён решением Совета депутатов муниципального образования «Великовисочный сельсовет» № 2 от 16 апреля 2012 года
Герб внесён в Государственный геральдический регистр Российской Федерации с присвоением регистрационного номера 7790.

## Описание герба
Геральдическое описание (блазон) гласит:
В пурпурном поле на включённой лазоревой оконечности, обременённой двумя серебряными сорогами (плотвицами) — золотой выгнутый мост из брёвен со сквозными перилами, стоящий на одиннадцати шестах-опорах (одна подле другой) и сопровождаемый во главе серебряным колоколом
Герб муниципального образования «Великовисочный сельсовет» в соответствии с Методическими рекомендациями по разработке и использованию официальных символов муниципальных образований (Раздел 2, Глава VIII, п.п. 45-46), утверждёнными Геральдическим советом при Президенте Российской Федерации 28.06.2006 года может воспроизводиться со статусной короной установленного образца.

## Обоснование символики герба
Муниципальное образование «Великовисочный сельсовет» Ненецкого автономного округа включает в себя: село Великовисочное; деревни Лабожское, Пылемец, Тошвиска, Щелино. Административный центр — село Великовисочное по летописным документам основано в 1564 году. Село расположено на левом берегу протоки реки Печоры Висничевский Шар. В районе села в Висничевский Шар впадает река Великая Виска, давшая название селу. Село разделено речкой Край-Ямой на две части, соединённые красивым горбатым пешеходным мостом. Первая церковь в селе Великовисочное была построена в 1844 году во имя Святого Николая на средства крестьянина села Великовисочное Петра Васильевича Дитятева. Традиционное занятие населения — рыболовство. Эти особенности сельсовета легли в основу его герба, символика которого многозначна:
— колокол — символ возрождающейся духовности жителей сельсовета. Колокол — символ гласности, единения. Звук колокола — символ созидающей силы;
— мост — символ связи прошлого, настоящего и будущего, символ объединения двух частей в единое целое;
— сороги (плотва) — символ многовекового рыбного промысла, символ рыбной фауны северных рек.
Пурпур — символ благородства и древнего происхождения.
Лазурь — символ рек и протоков поселения. Лазурь также символ возвышенных устремлений, искренности, преданности, возрождения.
Золото — символ власти, стабильности, уважения и интеллекта, жизненной энергии.
Серебро — символ чистоты, совершенства, мира и взаимопонимания.
Герб посёлка разработан при содействии Союза геральдистов России.
Авторская группа создания герба: идея герба — Владимир Канев, Александр Панасенко (оба — с. Великовисочное), Константин Мочёнов (Химки); художник и компьютерный дизайн — Ольга Салова (Москва); обоснование символики — Вячеслав Мишин (Химки).